# Kyle Hendricks
Kyle Christian Hendricks (Newport Beach, 7 dicembre 1989) è un giocatore di baseball statunitense che gioca nel ruolo di lanciatore partente per i Chicago Cubs della Major League Baseball (MLB).

## Carriera
Hendricks venne selezionato originariamente dai Los Angeles Angels of Anaheim nel 39 turno del draft MLB 2008, ma rifiutò e si iscrissse al Dartmouth College di Hanover, New Hampshire. Entrò nel baseball professionistico quando venne selezionato nell'8 turno del draft 2011 dai Texas Rangers.
Debuttò nella MLB il 10 luglio 2014, al Great American Ball Park di Cincinnati contro i Cincinnati Reds. Al termine della stagione si classificò al settimo posto nel premio di rookie dell'anno della National League. L'anno successivo divenne parte della rotazione titolare dei lanciatori, guidata dal nuovo arrivo Jon Lester. L'anno successivo concluse con un record di 16 vittorie e 8 sconfitte, diventando il primo giocatore dei Cubs a guidare la National League in media PGL dal 1938 e il primo a guidare entrambe le leghe dal 1938. Nelle World Series 2016 contro i Cleveland Indians lanciò come titolare in gara 3 e nella decisiva gara 7 che riportò i Cubs al titolo dopo 108 anni di digiuno.
Nel 2017, Hendricks aveva un record di 4-3 prima di essere inserito in lista infortunati l'8 giugno. La sua annata si chiuse con bilancio di 10-10.

## Palmarès

### Club
- World Series: 1

Chicago Cubs: 2016

### Individuale
- Capoclassifica della MLB in media PGL: 1

2016
- Giocatore del mese: 2

NL: agosto 2014, agosto 2016
- Giocatore della settimana: 2

NL: 7 agosto 2016, 26 luglio 2020